# Dorothy Metcalf-Lindenburger
Dorothy Marie Metcalf-Lindenburger (Colorado Springs, 15 mei 1975) is een Amerikaans voormalig ruimtevaarder. In 2004 werd zij door NASA geselecteerd als astronaut en in 2006 voltooide zij haar training. In 2014 ging zij met pensioen als astronaut. Haar ouders zijn Joyce and Keith Metcalf uit Fort Collins, Colorado.
Metcalf-Lindenburgers eerste en enige ruimtevlucht was STS-131 met de spaceshuttle Discovery en vond plaats op 5 april 2010. Deze missie bracht de Multi-Purpose Logistics Module Leonardo en een nieuwe Ammonia Tank Assembly (ATA) naar het Internationaal ruimtestation ISS.